# Рёмер, Михал
Mихал Йозеф Рёмер (14 сентября 1778 — 14 января 1853) — польский и российский политический деятель.
Происходил из шляхетского рода Рёмеров. Окончил Виленский университет. С 1803 по 1813 год был президентом 2-го департамента Вильнюсского главного суда, в 1808—1818 годах — одним из трёх комиссаров Виленской судебной комиссии. Во время войны 1812 года сначала сотрудничал с французами, по приказу Наполеона I был назначен президентом Вильнюса, но в сентябре 1812 года покинул пост вследствие конфликта с французскими властями, которые собирались закрыть Виленский университет. В 1814—1817 годах был предводителем дворянства Троцкого уезда, с 1817 года — всей Bиленской губернии. Выступал за отмену крепостного права, в 1817 году возглавлял делегацию знати, обратившейся с соответствующим проектом к императору и не достигшей успеха. В мае 1826 года за свою деятельность был арестован, заключён сначала в Варшавскую тюрьму, затем переведён в Петропавловскую крепость Санкт-Петербурга, где находился до 1830 года. В 1830—1832 годах находился в ссылке в Воронеже. После разрешения возвращения на родину отошёл от политической и общественной деятельности.